# Schloss La Tour-d’Aigues

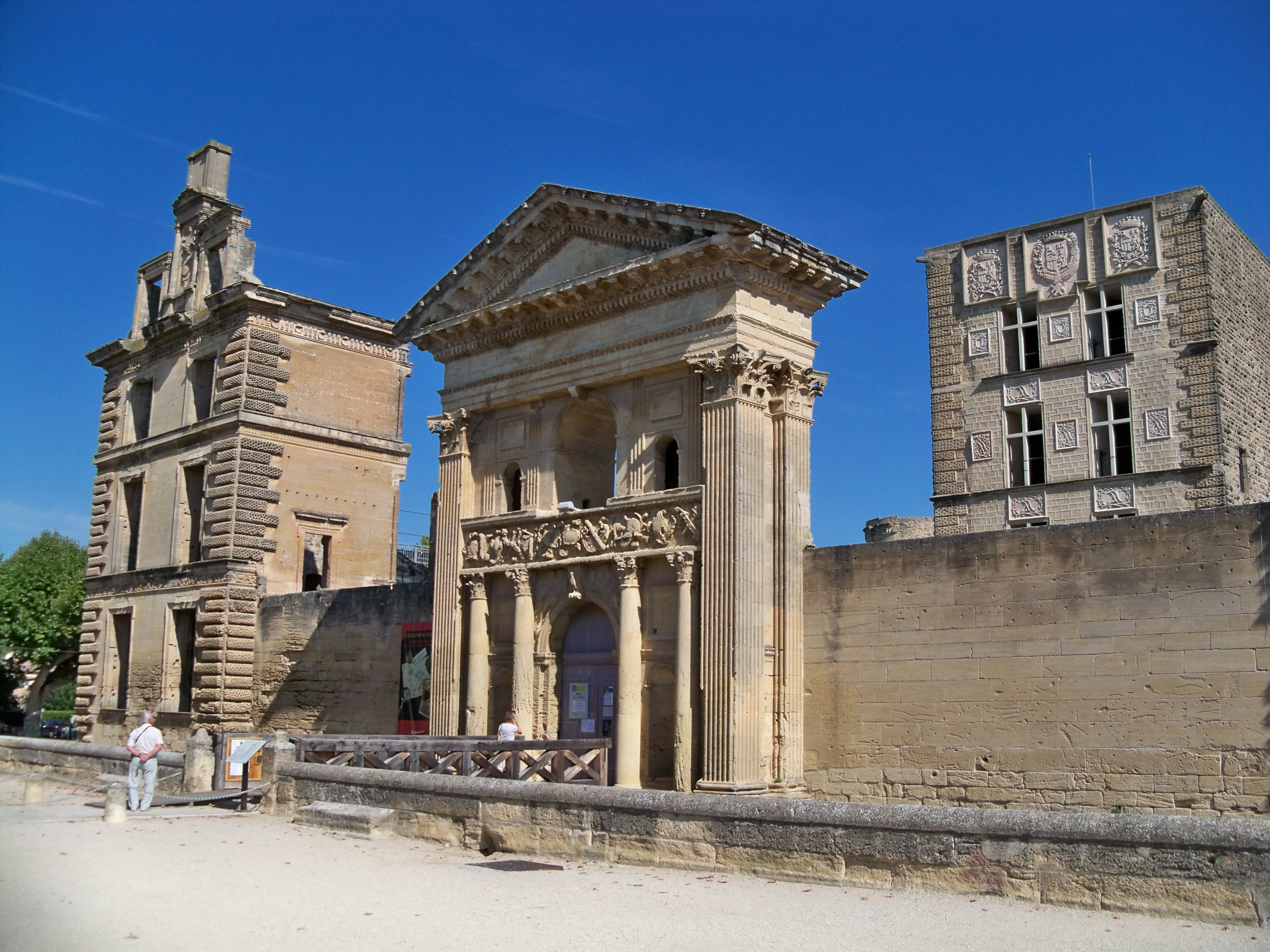
Portal

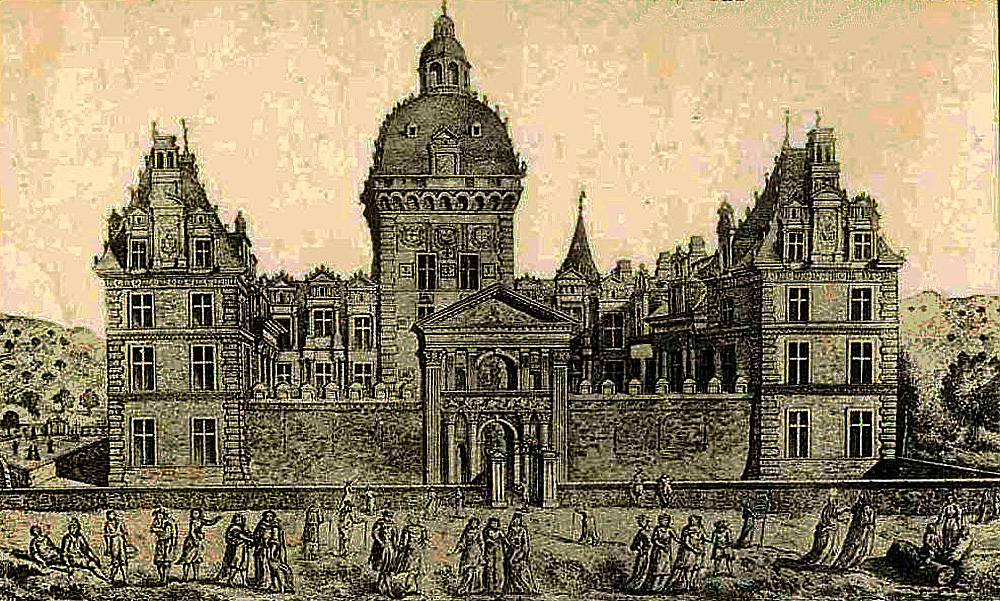
Das Schloss vor dem Brand im Jahr 1780

Vom Schloss La Tour-d’Aigues (französisch Château de La Tour-d’Aigues) in der französischen Gemeinde La Tour-d’Aigues in der Provence sind seit einem verheerenden Brand im Jahr 1780 nur noch Ruinen übrig. Es ist seit 1984 als Monument historique denkmalgeschützt.

## Baugeschichte
1550 baute Baron Jean-Louis Nicolas de Bouliers eine riesige viereckige Burg – mit vier um einen Donjon angeordneten Flügeln – in eine Renaissance-Residenz um, die sich eng am Château d’Écouen in der Île-de-France orientierte. Die Arbeiten dauerten über zwanzig Jahre. Er ließ einen quadratischen Innenhof errichten, der von drei Flügeln und zwei Pavillons umgeben war, die eine von einem Portal durchbrochene Galerie flankierten. Die mittelalterlichen Gebäudeteile wurden neu verkleidet und der Donjon wurde durch zwei kleine Mitteltrakte verdeckt.
Das Portal mit seinem von korinthischen Pilastern eingerahmten Giebel stammt aus dem Jahr 1751 und wurde von antiken Triumphbögen inspiriert. Die Türme und Eckpavillons vom Gebäude rund um den Haupthof sind nur noch Skelettbauten. Die Kapelle mit dem Grundriss eines griechischen Kreuzes und stuckierter Kassettenkuppel ist im ersten Geschoss erhalten geblieben. Die Fassade des Donjons wurde restauriert, aber die Kuppel, die ihn überragte, ist verschwunden.

## Fayence-Museum

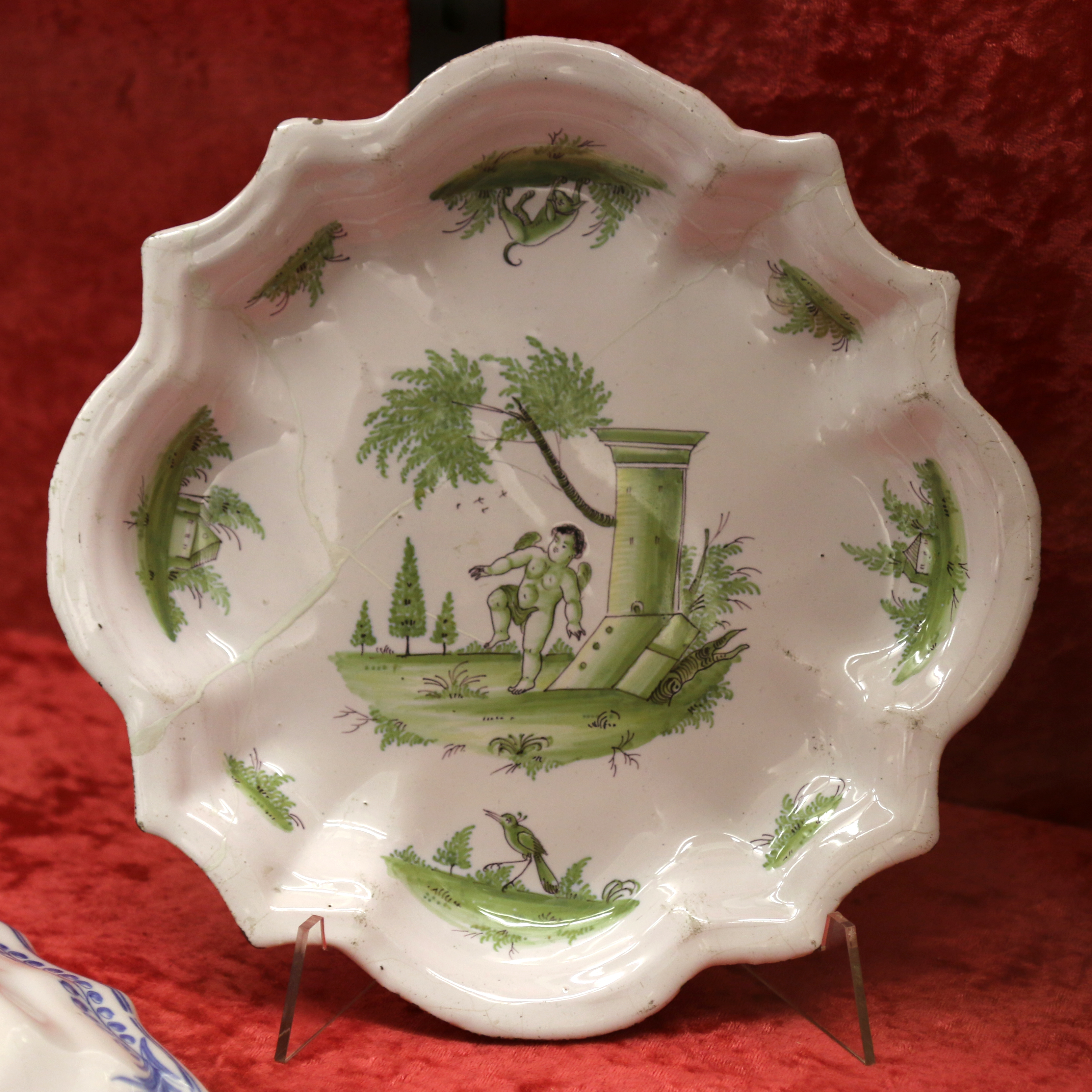
Fayence aus La Tour-d’Aigues im Musée d’Art et d’Histoire de la Provence in Grasse

1719 erwarb Jean-Baptiste de Bruny das Schloss. Sein Enkel Jean-Baptiste Jérome Bruny (1724–1795) war ein Liebhaber der Wissenschaft und Schönen Künste und richtete in einem Landhaus in der Nähe des Schlosses eine Fabrik ein, wo er weiße Fayence-Ware – einfarbig oder mit Emblemen geschmückt – produzierte, wobei die schönsten Modelle en camaïeu bemalt wurden.
Auf Initiative des Generalrats von Vaucluse wurden die Keller des Schlosses in ein Museum für Fayence und die Geschichte der Region Pays d’Aigues umgewandelt. Es zeigt Fayence aus Apt und Castellet und Funde, die bei den Ausgrabungen des Schlosses gemacht wurden: hunderte Objekte, die größtenteils aus der Fabrik stammen. Die Keller beherbergen auch eine Dauerausstellung des Parc du Luberon zum Thema L’Habitat en Luberon sowie verschiedene Wechselausstellungen.